# Willie Wilde
Pour les articles homonymes, voir Wilde.
William Charles Kingsbury Wills Wilde, connu sous le nom de Willie Wilde (26 septembre 1852 à Dublin - 13 mars 1899 à Londres) est un poète et journaliste irlandais.
Il est le frère aîné de l'écrivain Oscar Wilde et le père de la mondaine Dorothy Wilde.

## Biographie

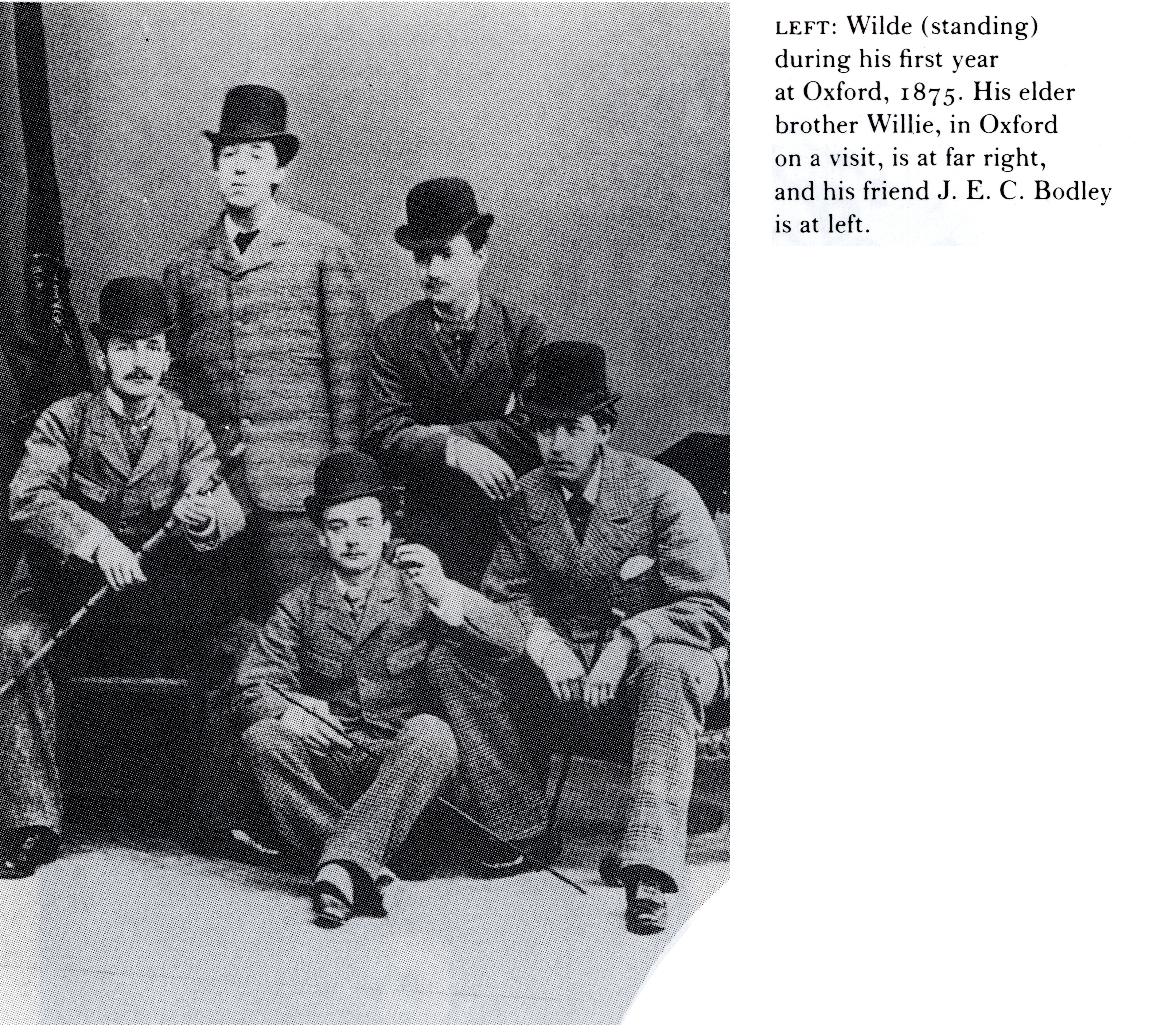
Willie Wilde (à droite), Oscar Wilde (debout) et John Edward Courtenay Bodley (à gauche) à Oxford en 1875.

### Premières années
William Charles Kingsbury Wills Wilde naît le 26 septembre 1852 à Dublin. Il est le fils aîné du chirurgien Sir William Wilde et de la poétesse et traductrice Jane Elgee « Speranza ». Sa mère de grandes ambitions pour lui, et elle décide de « l'élever en héros et en président de la future République d'Irlande ». Son frère Oscar naît en 1854, et sa sœur Isola en 1857.
En 1855, la famille déménage au 1, Merrion Square, une grande maison d'angle dans l'un des quartiers les plus en vogue de la ville. William et Jane veulent favoriser la maîtrise des langues chez leurs enfants et engagent une gouvernante allemande et une servante française. Lorsque Willie a six ans, Jane embauche une gouvernante anglaise. Enfant, il apprécie la ballade épique Lady Clare de Tennyson et Hiawatha de Longfellow. Les enfants Wilde mangent à la même table que les nombreux invités prestigieux de leurs parents, parmi lesquels intellectuels, artistes et médecins de renommée internationale.
En mai 1862, les enfants attrapent tous la coqueluche et la famille passe quelques semaines dans le Connemara. Jane emmène les enfants dans la station balnéaire de Bray, où William possède quatre maisons mitoyennes en bord de mer. Ils reviennent à Bray en avril 1863, cette fois accompagnés d'une nouvelle gouvernante suisse. Jane s'inquiète pour Willie, qui a presque onze ans et est excessivement turbulent : « même s'il m'obéit, il n'obéira guère à une gouvernante. Je sens que ce serait un risque de le laisser ».

### Études
En février 1864, Jane envoie Willie, douze ans, et Oscar, neuf ans, à la Portora Royal School d'Enniskillen, un internat prestigieux situé à 100 miles au nord de Dublin. Jane dédie son ouvrage Poems « à Willie et Oscar ». Sa sœur Isola meurt en février 1867.
Il suit des études en humanités classiques au Trinity College de Dublin. Lors de sa dernière année à Trinity College en 1872, Willie partage une chambre exiguë et miteuse au 18 Botany Bay avec Oscar, qui entre en deuxième année. Le bloc résidentiel, qui surplombe le potager de l'université, porte le nom de la colonie pénitentiaire britannique Botany Bay, car on estime que ses occupants indisciplinés sont jugés aptes à y être déportés.
Willie est un étudiant brillant qui remporte de nombreuses distinctions, notamment une médaille d'or en éthique et en logique et une médaille en art oratoire et en composition. Membre enthousiaste de « The Phil », la légendaire Société philosophique de l'université, il est considéré comme un débatteur persuasif et divertissant. Il contribue également à Kottabos, un recueil de poésie grecque, latine et anglaise composé par des étudiants et des anciens élèves : l'un de ses poèmes s'intitule « Salomé ». Bram Stoker, ancien élève de Trinity College, est un ami de Willie et les lettres qui subsistent entre eux sont chaleureuses et affectueuses.
Son père meurt en avril 1876, et son demi-frère Henry Wilson en juin 1877. Willie hérite de Wilson le 1 Merrion Square, qu'il avait racheté à leur père à sa mort l'année précédente, ce qui lui permet de continuer à y habiter avec sa mère.
Willie, décrit par sa mère comme « un jeune homme brillant à la belle âme et au futur plein de promesses », reprend ses études en droit au Middle Temple afin de devenir avocat.

### Fiançailles à Ethel Smyth
En 1876, Willie rencontre Ethel Smyth, la fille de dix-huit ans d'un général de division de la Royal Artillery, en vacances en Irlande dans la ville balnéaire de Bray, dans le comté de Wicklow. Ils jouent au tennis sur gazon et discutent « de poésie, d'arts, et plus particulièrement de philosophie, dans les coins reculés du jardin ». Ethel est attirée par le talent musical de Willie, un pianiste accompli. Elle est ravie d'apprendre qu'ils prennent la même traversée de Kingstown (aujourd'hui Dun Laoghaire) à Holyhead dès le lendemain. Lors de la traversée, leur conversation est interrompue par le mal de mer d'Ethel, obligée de se retirer dans la cabine des dames. Ils se retrouvent dans le train de Holyhead à Euston. Willie, perché sur une boîte à biscuits Huntley & Palmers aux pieds d'Ethel dans le petit espace entre les couchettes des voitures des femmes et des hommes, lui fait une déclaration d'amour inattendue et passionnée. Il est interrompu, une nouvelle fois, lorsque la boîte à biscuits s'effondre sous lui. Il se relève et la demande en mariage. Elle accepte avec empressement. Ethel, devenue une célèbre compositrice, auteure, lesbienne et militante pour le suffrage des femmes, avoue dans ses mémoires : « Je n'étais pas plus amoureuse de Willie que je ne l'étais du conducteur de locomotive ! ».
Une fois arrivés à Londres, Willie emmène Ethel acheter une bague de fiançailles. Ils choisissent une bague traditionnelle irlandaise de Claddagh, une anneau en or se terminant par deux mains serrant un cœur représentant l'amour, la loyauté et l'amitié. Souhaitant garder leurs fiançailles secrètes, Willie persuade Ethel de dissimuler sa bague en portant des gants, bien qu'elle n'a pas l'habitude d'en porter. Lorsqu'ils se séparent, elle admet : « J'ai dit oui à ce jeune homme par vanité flattée, par légèreté, par esprit d'aventure, pour tout, sauf l'amour ».
Les fiançailles sont annulées au bout de trois semaines, et Willie permet à Ethel de garder la bague de Claddagh, qu'elle perd un ou deux ans plus tard « en séparant deux chiens qui se battaient dans la neige profonde dans la bruyère ». Ethel ne se marie jamais, et ne revoit plus Willie Wilde de sa vie.

### Carrière de journaliste
Lorsque leurs efforts pour trouver une héritière pour Willie s'avèrent vains, Jane et lui sont obligés de vendre le 1 Merrion Square et de rejoindre Oscar à Londres. Il trouve pour sa mère et lui une maison à Ovington Square, dans le quartier de Chelsea.
Au moment où il part pour Londres, Willie abandonne le droit et se tourne vers le journalisme, soutenu avec enthousiasme par sa mère. Tous deux voient des opportunités lucratives à Fleet Street pour un « Irlandais charmant, brillant et génial ». Bien qu'il ne possède aucune fortune, Willie est décrit par un contemporain comme « un grand homme bien fait d'environ trente ans avec un visage parlant et expressif, éclairé par une paire d'yeux rieurs d'un bleu profond. Il avait une certaine vivacité physique et racontait une bonne histoire avec une verve extraordinaire ».
Il se forge rapidement une réputation d'excellent critique littéraire et théâtral, et est nommé rédacteur en chef du Daily Telegraph en l'espace d'un an. Dans ses mémoires, Pitcher in Paradise, le contemporain de Willie, Arthur M. Binstead, le nomme « la personnification de la bonhomie et de l'irresponsabilité ». Il raconte la description amusante que Willie fait de sa journée typique de travail, qui commence lorsqu'il entre dans le bureau de son rédacteur en chef à midi pour suggérer une idée de reportage, « l'anniversaire du timbre-poste à un sou » par exemple : « Puis je tire ma révérence. Je peux alors manger quelques huîtres et boire une demi-bouteille de Chablis au Sweeting's, ou, alternativement, prendre un déjeuner léger... Je flâne alors vers le Parc. Je salue les élégants. On me voit le long de l'incomparable Piccadilly. C'est grandiose. Mais en attendant, je ne pense qu'à ce timbre-poste à un sou ». Ensuite, Willie se rend à son club pour passer deux heures à écrire furieusement avant d'envoyer son article aux bureaux du Daily Telegraph et de partir, bras dessus bras dessous avec un ami, pour profiter de : « ce paradis des cendres de cigares, des bouteilles, des bouchons, des ballets, et ces innombrables occasions de gaieté et de détente, connues seulement de ceux qui habitent les cercles magiques de la Bohême littéraire de Londres ».
Comme journalisme, il est amené à traiter des œuvres de son frère. Le 30 novembre 1881, un article peut-être écrit par Willie paraît dans The World : « Considérant l'état actuel du sentiment politique en Angleterre, M. Oscar Wilde a décidé de reporter, pour un temps, la production de son drame Vera ».
Il devient critique théâtral pour Punch et Vanity Fair.
Il est le témoin de mariage de son frère en 1884. La même année, il obtient pour sa belle-sœur Constance Lloyd une place comme critique de théâtre au sein du magazine périodique Lady's Pictorial.
Membre du célèbre Fielding Club de Londres, il a la réputation d'être un débauché et un alcoolique. Au début des années 1880, il est déjà endetté de £2000.
Il meurt le 13 mars 1899 d'une maladie liée à l'alcool.

## Mariages
Il épouse le 4 octobre 1891 Miriam Florence Folline. Elle a 55 ans, lui 39. Sa belle-sœur Constance écrit à ce sujet : « Willie s'est marié en Amérique à la riche veuve qui rêve depuis des lustres de l'épouser ! ». Ils divorcent le 10 juin 1893.
En janvier 1894, il épouse Sophie Lily Lees. Ils ont une fille, Dorothy, née le 11 juillet 1895. Lily Lees, devenue veuve, se remarie avec le journaliste et traducteur Alexander de Teixeira de Mattos.